# Kadovar
Kadovar è un'isola vulcanica di Papua Nuova Guinea.

## Geografia
L'isola di Kadovar è la sommità emersa di uno stratovulcano risalente all'olocene, con un diametro di circa 2 km. Appartenente al piccolo gruppo delle Isole Schouten, situato a circa 25 km a nord della foce del fiume Sepik, nella parte settentrionale di Papua Nuova Guinea. L'unico villaggio presente, Gewai, è posizionato sui bordi del cratere. Non sono conosciute attività eruttive in epoca storica, sebbene siano stati osservati fenomeni geotermici nel 1976.
Il terreno è ricoperto di foresta pluviale, il clima è tropicale umido.